# Dante Zeno Rubelli
Dante Zeno Giovanni Rubelli (Venezia, 5 novembre 1878 – Venezia, 1° agosto 1945) è stato un imprenditore italiano, fondatore dell'omonima azienda di tessuti pregiati.

## Biografia
Figlio di Lorenzo, un ex console dell'Impero Asburgico che aveva deciso di coltivare l'interesse per i tessuti di pregio maturato durante i numerosi viaggi. Aveva quindi acquistato nel 1889 l'azienda tessile di Gio Batta Trapolin, che era appartenuta a Giacomo Panciera e alla sua famiglia già dal Settecento. L'azienda, sita nella parrocchia di San Vio a Venezia, e con un negozio in calle della Bissa, contava all'epoca una settantina di addetti al lavoro su circa cinquanta telai. Il giovane Rubelli si impegna nell'attività di famiglia dal 1902, quando rappresenta l'azienda del padre in occasione della visita della Regina Margherita a Venezia.
Dopo aver ottenuto il diploma di ragioniere e aver terminato un periodo di apprendistato a Lione, torna a Venezia e incomincia a introdurre una serie di innovazioni che migliorano decisamente i risultati dell'azienda familiare. Alla morte del padre, Rubelli diventa l'unico gestore dell'impresa, dopo aver lasciato ai fratelli solo posizioni molto marginali o una liquidazione in denaro. In primo luogo cerca di garantire all'impresa nuovi mercati all'estero (soprattutto negli Stati Uniti) e in Italia, dove apre diversi negozi, seguiti da tre-quattro dipendenti ciascuno, a Trieste, Milano, Roma, Torino, Genova e Firenze (l'ultimo, gestito dal fratello Italo). La produzione consiste interamente di velluti, di fabbricazione propria, e di damaschi e altri tessuti pregiati prodotti da altre imprese e rivenduti con il marchio Rubelli. Il carattere innovativo impresso dall'imprenditore è riconoscibile anche nella scelta di stili che superano le forme tradizionali per abbracciare le mode del momento, in particolare lo stile liberty. La clientela, inizialmente solo italiana, è costituita da privati benestanti (per gli arredamenti interni), da aziende (per gli ambienti di rappresentanza) e, soprattutto, dalle istituzioni ecclesiastiche, grandi acquirenti di velluti per l’abbigliamento e a uso decorativo per gli arredi sacri.
Rubelli, in qualità di socio del Circolo delle Prigioni, il ritrovo degli artisti veneziani, ha modo di conoscere figure di spicco degli ambienti intellettuali come Vittorio Zecchin e Umberto Bellotto, il che gli consente di disegnare e produrre i tessuti per alcune sedi ministeriali a Roma.
Con lo scoppio della prima guerra mondiale l'imprenditore viene nominato capo del nodo ferroviario di Mestre: riesce, in tale ruolo, a requisire un treno per mandare da alcuni parenti a Firenze le tessitrici e i telai, salvandoli così dai bombardamenti e permettendo la continuazione delle attività produttive.
Alla fine delle ostilità la produzione riprende in nuovi impianti insediati nella zona dei Gesuiti. Il punto vendita di San Bortolomio viene chiuso all’inizio degli anni quaranta, lasciando spazio a quello che qualche anno prima era stato aperto vicino a piazza San Marco. In questo periodo l'azienda conta una sessantina di telai e circa centocinquanta dipendenti (tra i quali, gli agenti che promuovono l'espansione internazionale dell'impresa).
Il successo commerciale dell'azienda viene garantito non solo dalla collaborazione con alcuni tra i maggiori artisti dell'epoca - tra i quali Gio Ponti - ma anche dalla frequente partecipazione a eventi espositivi in Italia e all'estero. I prodotti Rubelli – tradizionali, ma sempre attenti alla moda del momento - trovano sempre maggiore gradimento da parte della clientela internazionale, specialmente quella francese e svedese. Per quanto riguarda il mercato interno, invece, Rubelli avvia una produzione dedicata al restauro e alla decorazione di teatri, musei e palazzi, nonché quella destinata a particolari settori del mercato del lusso, quali gli allestimenti navali e degli alberghi. In quest'ultima linea di attività si giova del rapporto con Gustavo Pulitzer, ingegnere della regia marina, che fornisce alla Rubelli importanti commissioni per gli arredi tessili delle navi, e con i dirigenti della CIGA, che garantiscono numerose commesse per i loro alberghi. Dopo un attacco di cuore Rubelli è costretto a ridimensionare la sua presenza in azienda e ad affidarsi a due stretti collaboratori fino al 1945, anno in cui muore.